# Ivčenko-Progres
Ivčenko-Progres ZMKB (ukrajinski: Zaporízʹke mašinobudívne konstruktorsʹke bûro «Progres» im. O.G.Ívčenka, Zaporožje "Progress" državno poduzeće nazvano po akademiku O.H.Ivčenku), prethodno OKB-478 i Ivchenko Lotarev, državni je projektni ured koji izrađuje nacrte i planove za zrakoplovne motore u Zaporožju, Ukrajina čiji se proizvodi široko koriste za civilne i vojne zrakoplove, od kojih su najpoznatiji Antonov, Beriev, Iljušin, Tupoljev, Mil i Jakovljev. Dizajnerski biro blisko surađuje s Motor Sichom, proizvođačem turbina koji se nalazi u Zaporožju i proizvodi te motore.
Poljski proizvođač PZL-Mielec koristio je motor Progress ZMKB AI-25TL u poljoprivrednom zrakoplovu PZL M15. I najveći avion na svijetu, Antonov An-225 Mriya i najveći helikopter, Mil Mi-26, pokreću motori Progress/Lotarev.
Uredom upravljaju Ukrajinska obrambena industrija i Ministarstvo industrijske politike.

## Povijest
Tvrtka se već 60 godina bavi projektiranjem motora za pogon zrakoplova i helikoptera raznih tipova, a također dizajnira pogone i specijalnu opremu za industrijsku primjenu.
U početku je general Oleksandr Ivchenko dizajnirao klipne motore. Ovi motori su označeni kao AI. Rad na njihovom prvom turbinskom motoru, TS-12, započeo je 1953. godine. Od početka 1960-ih tvrtka je razvijala bypass turbinske motore. Pod vodstvom Volodymyra Lotareva, organizacija je 1971. godine razvi
la prve operativne sovjetske turboventilatore, Lotarev D-36.

## Proizvodnja
Vjeran sovjetskoj tradiciji, dizajn je odvojen od proizvodnje. Mnogi dizajni ureda proizvedeni su ili se proizvode u Motor Sichu, koji se nalazi u međunarodnoj zračnoj luci Zaporožje.

## Proizvodi

### Turboventilatori
- Ivčenko AI-25
- Lotarev DV-2
- Progres AI-22
- Progres  AI-222
- MS-400

### Turboventilatori s visokim bajpasom
- Lotarev / Progres D-18T
- Lotarev D-36
- Progres D-436

### Propfan
- Progres D-27
- Pogres D-236

### Turboelisni motori
- Ivčenko AI-20
- Ivčenko AI-24
- Ivchenko-Progress Motor Sich AI-450S / S2
- MS-14
- MS-500

### Turboosovine
- Lotarev D-136 / Ivčenko AI-136
- MS-500V

### Turbomlazni motori
- Ivčenko AI-7

### Klipni motori
- Ivčenko AI-4
- Ivčenko AI-10
- Ivčenko AI-14
- Ivčenko AI-26

## Vanjske poveznice
- Početna stranica Ivchenko-Progress
- https://web.archive.org/web/20101206002205/http://www.zmkb.com/
- http://www.janes.com/articles/Janes-Aircraft-Component-Manufacturers/Ivchenko-Progress-ZMKB-Ukraine.html Ivchenko Progress ZMKB na janes.com